# 聯實集團
聯實集團（Lendlease Group）是一家跨國建築企業，總部位於澳大利亞悉尼。聯實集團的創業者是迪克·杜塞尔多普，公司創建於1958年。1970年，聯實集團開始在美國展開業務。該公司也是澳大利亞證券交易所的上市企業（ASX：LLC）。

## 外部連結
- Lend Lease corporate site （页面存档备份，存于）
- Primelife site （页面存档备份，存于）